# Солошине
Соло́шине — село в Україні, у Горішньоплавнівській міській громаді Кременчуцького району Полтавської області. Населення становить 836 осіб. Орган місцевого самоврядування — Григоро-Бригадирівська сільська рада. Воно розташоване в одному з наймальовничіших куточків Полтавщини, що зеленою плямою загубився серед безмежних придніпровських степів.

## Географія
Село Солошине одне з найвіддаленіших сіл Кобеляцького району, знаходиться за 3,5 км від лівого берега Кам'янського водосховища, за 2 км від села Григоро-Бригадирівка.

## Історія
На території села (на двох мисах другої тераси лівого берега р. Дніпро, ур. Ісаївка.) знаходится пам'ятка археології  - поселення Черняхівської культури. Виявлене І.І. Ляпушкіним, 1947 р., обстежувалося Д.Я. Телегіним, Є.В. Махно, 1960 р., Полтавським загоном експедиції «Славутич», 1982 р. 
Поселення розташоване за 150 м на південний захід від південно-західній околиці села (кол. хутір Ісаївка). Займає площу двох мисів лівого берега, утвореного долиною р. Дніпро та гирлами балок, які сходяться, миси між собою з’єднані дамбою.
Площа поселення 8,00 га, потужність культурного шару 0,40-0,60 м.
Знахідки з поселення репрезентовані типовою гончарною керамікою черняхівської культури та незначними знахідками ліпного посуду ранньослов’янського часу.

Історія села нараховує більше трьохсот років, бо за архівними матеріалами воно засноване в кінці XVII століття. Після укладення Переяславської угоди ці землі щедро роздавали. Про заснування села дізнаємося із «Историко-статистического очерка села Солошина Кобелякского уезда и находящейся в нем Рождество-Богородичной церкви» Миколи Пірського: 
|  | Время основания села, равно как и его первая история, теряются в давности. Сохранившиеся при местной церкви документальне данные, каковы: метрические и исповедные книги, касаются конца прошлого столетия, то есть начала существования в селе церкви. Так как по исповедным ведомостям за 1784-й год числится 462 души мужеского пола и 440 женского, то можно с вероятностью допустить, что начало села относится к 17-му столетию, если не ранее... |

Тут же йде мова і про виникнення назви села: 
|  | Если верить устному преданию, название свое получило оно от козака Солохи, который будто бы и положил основание этому козачьему поселению. Это предание приобретает значение почти достоверного в виду именно того обстоятельства, что и до сих пор существуют уличные прозвища "Солох" для обывателей наиболее древней части поселения. |

За статистичними даними село було козацьке. Розташоване за 37 верст від повітового містечка.
В 1862 році в Солошині було 128 дворів з загальною кількістю жителів 956 чоловік.
У період 1784–1796 років село належало до Катеринославського намісництва Кременчуцького повіту.
Населений пункт Миколаївка (друга назва — Дейнегівка) був розташований поблизу озера, яке зараз називають Дейнежанське. Населений пункт і озеро отримали свою назву від імені пана, що оселився тут.
В 1866 році поміщик Андрій Андрійович Дейнега був призначений помічником благочинного по училищам і церковноприходським школам. В 1878 році за заповітом на відсотки з його капіталу була споруджена і влаштована Солошинська земська школа, яку могли відвідувати діти найбідніших родин села. 
З 1878 по 1880 рік вчителем Закону Божого в цій школі був Василь Якович Пірський, за ініціативою якого і була створена школа.

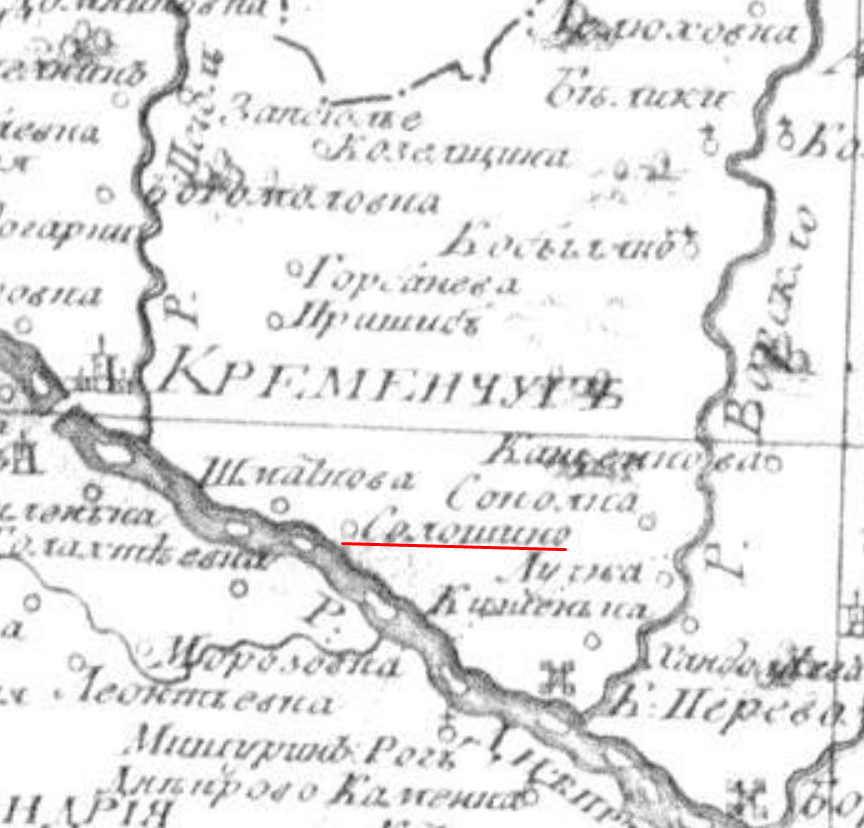
Солошине на мапі Катеринославського намісництва

Другим за величиною населеним пунктом, що входило до Солошина була Дворниківка, або Мар'їнське. Цей населений пункт був розташований в долині річки Дніпро, навколо озера, яке літом пересихало. Навесні поля і сам населений пункт часто затоплювало водою. Свою назву мав від прізвища пана Дворніка, який переселився сюди з Росії, очевидно, ще у XVIII ст. З усних переказів відомо, що до появи цього пана у селі не було кріпаків. Він привіз їх, переселившись у цю місцевість. Мабуть, був жорстокою людиною. Збереглися перекази, що пан Дворнік розводив породистих собак, а потім обмінював їх на кріпаків.
На Пиданівці, яка є окраїною сучасного Солошиного, до революції було лише 15 господарств, менше 100 жителів.
Головним видом господарської діяльності населення села було хліборобство. На городи та сади землі відводили біля дворів. На угіддя й сінокоси — за поселенням та по березі Дніпра. На городах садили огірки, редьку, буряки, моркву, капусту, ріпу, часник, горох, салат, кріп, пастернак, пізніше — картоплю. В садах росли переважно вишневі, яблуневі, грушеві та сливові плодові дерева, а також виноградники. На полях вирощували озимі та ярові культури: жито, пшеницю, овес, гречку, ячмінь, просо. М. Пірський писав: «Главное занятие жителей села — хлебопашество и, как побочная работа, — рыболовство, благодаря соседству р. Днепра».
За архівними даними на початку XX ст. в селі був паровий млин. Жителі займалися різними ремеслами.
В 1910 році було вже 450 господарств, серед них 421 козацьких, 9 селянських, 15 інших непривілейованих, 5 привілейованих. Кількість жителів — 2584. 
За переписом 1910 року було «плотников — 6, портные — 5 мужчин и 2 женщины, сапожники — 7, столяры — 4, кузнецы — 3, ткачи — 6, извоз — 3» (дані взяті із «Алфавитного указателя населенных мест Полтавской губернии»).
Хати селяни будували на підвищеннях, в тій місцевості, яка не затоплялася розливами Дніпра. Біля хати були господарські будівлі, далі — сад і огород. Подвір'я обгороджували тином.
В селі в 1782 році була побудована церква в ім'я Різдва Пресвятої Богородиці. Із «Историко-статистического очерка села Солошина» ми дізналися, що «…перенесена здешняя церковь из м. Переволочны в с. Солошино 9-го мая 1782 года и построена в том же 1782 году общим иждивением прихожан и усердием умершего священника о. Иакова Гончарева».
До цього часу в Солошині церкви не було. За легендою церкву купили у переволочан за кілька чвертей хліба — гречихи, якого так потребувало населення внаслідок неврожаїв. Церква і дзвіниця, збудовані окремо, були дерев'яними. При церкві була бібліотека, в якій були книги священного писання, історичні, медичні, педагогічні, журнали духовного змісту, метричні та сповідальні книги. Бібліотека налічувала 170 томів. Найдавніші книги датовані 1722 роком.
У 1870 церква перебудована, 1910 поставлена на мурований цоколь, тоді ж до неї прибудовано дерев’яну дзвіницю.
У 1902 володіла 6 дес. землі церковної, 39 дес. землі ружної. Мала сторожку, квартиру для псаломщика при церковнопарафіяльній школі. Діяли церковна бка; у парафії – церковнопарафіяльна школа, земське училище, змішана школа грамоти.
До парафії входили с.с. Мар’янське, Миколаївське, хут. Ісаївка. 1902 парафіян –1324 душі чоловічої, 1275 душ жіночої статі; 1912 парафіян привілейованих станів – 27, міщан – 128, козаків– 2537, селян – 573.
Релігійна громада відновила діяльність під час німецької окупації 1942. По війні була зареєстрована органами державної влади 19.11.1947 за № 43. Для релігійних відправ використовувала молитовний будинок – дерев’яну споруду побудови 1947, площею 38 кв. м.
Із священиків відомі: Леонід Васильович Пирський (1902, у сані з 1898, нагороджений набедреником 1900), Іосиф Іоаннович Аврамов (1912); із псаломщиків: Павло Григорович Гординський (1902, 1912, на посаді з 1879, стихар 1881), Стефан Федорович Войнаховський (1902, на посаді з 1899); із церковних старост: козак Пилип Якович Скляр (1902), Олексій Федорович Говорун (1912).
На початку 1920-х років в селі було встановлено владу більшовиків.
В 1925 році організували Комітет незаможних селян, куди приймали найбідніших. Їх наділяли землею, реманентом, худобою, яку забрали у панів. Головою комнезаму був Кіндрат Пидан, секретарем Архип Загребельний. 
З цих же селян в 1929 році організували перший колгосп, який називався «Перемога». Головою обрали Охтиза Базарного. Згодом були організовані колгоспи в різних кутках села: на Дворниківці — «Дніпрова хвиля» (голова Єгор Фьодоров), на Гладеревах — «За краще життя» (Д. М. Загребельний), на Луках — колгосп імені Петровського (В. І. Нечта), на Дворянівці — «Червоний борець» (А. П. Загребельний), на Колонах — «Схід» (І. О. Стрижак). Спочатку колгоспникам було дуже тяжко. Не вистачало реманенту, тяглової худоби, а техніки взагалі було мало. Тракторів не було, землю обробляли кіньми, волами, а то й коровами. Спочатку було шість колгоспів, потім деякі об'єдналися і утворилося чотири колгоспи.
Непоправного удару по укладу життя селян завдала примусова колективізація, одним із наслідків якої став голодомор 1932-1933 років. Пухли старі і малі, вимирали цілими родинами. Ховали їх здебільшого в загальних ямах без домовин. Щоб вижити, люди варили кашу чи куліш із товчених кукурудзяних качанів, пекли хліб з кураю. За переписом 1926 року в селі мешкало більше ніж 2600 жителів. Скільки померло голодною смертю невідомо, ймовірно 700—800 чоловік. Нам удалося скласти мартиролог померлих, який містить 271 ім'я.
До кінця 1930-х років життя в селі почало налагоджуватися. В колгоспах з'явилися перші трактори, автомобілі. Почали краще обробляти землю, підвищилися врожаї. Та не встигли пожити, як прийшла нова біда — війна. Більшість чоловіків пішли на фронт. У вересні 1941 року село було окуповане нацистами.
Протягом усього періоду окупації, яка тривала 2 роки, селяни були обкладені обов'язковими податками та поставляли для окупаційних військ зерно, овочі, м'ясо, молоко, яйця. З гектару посіву селяни були змушені віддавати 5 центнерів зерна, 60 центнерів капусти, 30 центнерів картоплі, 46 центнерів помідор, 51 центнер огірків, 45 центнерів моркви. Недаремно говорили: «Гітлера порядки — петля і податки».
Як свідчать архівні джерела із населених пунктів Солошинської сільради гітлерівці забрали 364 голови худоби, 30520 центнерів продуктів харчування. Наше село розташоване далеко від головних шляхів, тому німці в селі були не частими гостями. Солошине було велике село, тягнулося вздовж Дніпра кілометрів на 12. В деяких частинах села німців бачили всього двічі — на початку окупації та коли вони палили село, відступаючи під ударами радянської армії.
Люди, як завжди, працювали на землі. Старожили згадують, що існував і колгосп, змінилася лише назва — громадське господарство. Найважчим лихом для жителів окупованих територій було насильне вивезення молоді на роботу до Німеччини. За рахунок українців нацисти прагнули компенсувати нестачу робітників у Третьому рейху. З населених пунктів Солошинської сільради вивезли 176 чоловік, серед яких Лукину Скляр, Катерину Загребельну, Віру Пудівну, Женю Доброницьку, Наташу Загребельну, Шуру Воскобойник, Олю Задорожню, Надію та Тетяну Педан, Григорія Педана, Настю Нечту, Ганну Чамру та інших.
На території Солошинської сільської ради загинуло 3 чоловіка. Один із них Базарний Михайло Феоктистович збирав зброю для партизанських груп, що діяли в Кобеляцькому районі, розстріляний гестапо у 1942 році.
Солошине було звільнене від гітлерівців 26 вересня 1943 року в ході битви за Дніпро. Відступаючи, німці спалили майже всі хати, знищили худобу.
Складними були післявоєнні роки: неврожайний 1946 рік і голод 1946—1947 років, обов'язкова сплата високих податків (навіть за фруктові дерева), примусова купівля облігацій позик на відбудову і розвиток зруйнованого війною народного господарства, примусове відправлення юнаків на шахти Донбасу.
Після війни були відновлені колгоспи. Чотири колгоспи, які діяли до війни, були об'єднані в один колгосп імені Будьонного. Але в районі було два колгоспи з такою назвою, тоді вирішили його переіменувати у «Перше травня». 
В 1964 році колгосп почав називатися «Дніпро».

Йшли роки, мінялися події. На зміну одному поколінню приходило інше. На початку 1960-х років село змінило своє розташування. Через будівництво Середньодніпровської ГЕС солошан виселили з зони затоплення. Нове село було прибудоване до маленького хутора Пиданівка (Ісаївка). Першими збудували хати на новому місці та оселилися в новому Солошині Лобода Олексій Антонович, Ребрина Василь Герасимович, Підуст Григорій Тимофійович, Діжа Іван Панасович. Першою дитиною що народилася у новому Солошині 16 травня 1963 року був син Діжі Івана Панасовича, дитину назвали на честь батька Діжа Іван Іванович. Тепер це було вже інше село. Письменник-земляк Павло Загребельний в романі «Розгін» написав так:
«Це було село із мрії, воно відкривалося щойно ти переїхав через Просяниківську гору, довкола розливався широкими хвилями степ, який далі обривався, а село лежало в степу, точно й дбайливо покладене між горою, яка затуляла його від стугонливих степових вітрів, і безмежним колгоспним садом, що розгонисто застиг понад обривистим спуском до безмежного, як світ, простору».
Саме така картина відкривається перед очима кожного, хто хоч на мить зупиниться біля в'їзду в село. В низині розкинулось село, далі яскравою зеленою смугою тягнеться ліс, а ще далі голубіє Дніпро.
У 1970-80-х роках майже все населення села працювало у колгоспі «Дніпро», який мав у своєму розпорядженні 5000 га землі. Крім зернових культур сіяли багато цукрового буряка, вирощували городину, картоплю. Крім рослинництва займалися ще й тваринництвом — розводили свиней, корів, птицю. Роботи вистачало всім. Ще і приїздили в село на літню практику студенти. Полоти буряк, скирдувати солому приїжджали жителі Західної України.
Багато наших земляків-хліборобів прославилися своєю ударною працею. Так, комбайнер Сіроштан Микола Іванович був делегатом XXVI з'їзду КПРС у Москві. Поряд з ним ударно працювали Жила Олексій Васильович, Горошко Анатолій Петрович, Бровко Микола Миколайович, Бараненко Іван Васильович, Циганко Василь Григорович, Довжий Володимир Пантелеймонович. Багато солошан відзначені високими урядовими нагородами: Орденом Леніна — Нестеренко Клавдія Іванівна та Коваленко Прасковія Антонівна, Орденом Трудової Слави ІІІ ступеню — Бабич Ганна Олексіївна та Педан Марія Полікарпівна, Орденом Трудового Червоного Прапора — Сіроштан Микола Іванович, Удовицький Петро Петрович, Бородавка Ганна Савівна, Коваленко Марія Порфирівна, Орденом Жовтневої революції — Михайленко Данило Степанович.

## Сьогодення
Зараз селяни господарюють індивідуально, в основному займаються землеробством. В 1990-х роках почали утворюватися фермерські господарства. Найбільші сільськогосподарські підприємства — товариство з обмеженою відповідальністю «Дніпро» (виконавчий директор Голубицький Анатолій Іванович) та фермерське господарство «Шанс» (голова Струк Володимир Миколайович). В 1992 році поблизу села почав працювати гірничий відділ ТОВ «Солошинський гранітний кар'єр», що входить до складу науково-виробничої корпорації «Владимир» (генеральний директор Каплін Володимир Володимирович).
В 2004 році в домівках солошан з'явилося газове опалення, в 2008 році було реставровано водогін, збудований ще у 1960-х роках.
В 2011 році в приміщенні Солошинської ЗОШ І-ІІІ ступенів відкрився дитячий садок «Дзвіночок».

## Відомі люди
Про історію села ми дізнаємося із розповідей Миколи Васильовича Пірського. Народився в селі Солошине в 1857 році. Тут же закінчив початкову школу. Навчався в Полтавській духовній семінарії, виявив неабиякий потяг до наук. Після закінчення семінарії вчителював у селі Маячка Кобеляцького повіту. В 1880 році його висвятили у священики. Спочатку був призначений священиком у Солошинську Різдво-Богородицьку церкву замість померлого батька Василія Пірського, а через три роки його перевели до Кобеляцької Покровської церкви. В 1887 році М.Пірський був призначений попечителем церковноприходських шкіл району (за сьогоднішніми мірками — начальником відділу освіти). Був п'ять разів нагороджений найвищими церковними орденами — Святої Анни і Святого Володимира, що можна розцінювати як унікальний випадок.
25 серпня 1924 року в селі народився український письменник, Герой України, лауреат Державної премії СРСР, Шевченківської премії Павло Архипович Загребельний — один з найпопулярніших українських письменників XX століття. Павло Загребельний навчався в Солошинській семирічній школі. Середню освіту здобув в Озерській середній школі, яку закінчив в 1941 році. Вчорашній випускник ще не мав повних 17-ти років, пішов добровольцем до армії. Майбутній письменник брав участь у бойових діях, був поранений, пройшов пекло концтабору. Після звільнення у 1945 році працював в радянській воєнній місії в Західній Німеччині. Після повернення на Україну закінчив Дніпропетровський університет. Потім майже півтора десятиліття працював журналістом в обласній дніпропетровській газеті, в журналі «Вітчизна» в Києві, головним редактором «Літературної газети» (пізніше — «Літературна Україна»). У 1964—1979 роках був секретарем, з 1979 по 1986 рік — першим секретарем правління Спілки письменників України. В 1979—1987 роках очолював Комітет з Державних премій імені Т. Шевченка. З вересня 1996 року по листопад 2005 року був членом Комітету Національних премій України імені Т.Шевченка.
В селі мешкає художник Сергій Миколайович Брайко. Навчався в Солошинській 8-річній школі, яку закінчив в 1976 році. Середню освіту отримав в Озерській середній школі в 1978 році. У 80-х роках XX століття жив на Далекому Сході, у Комсомольську-на-Амурі Хабаровського краю. Там же закінчив професійне училище по професії художник-оформлювач. Згодом закінчив факультет живопису та графіки Іркутського художнього училища. В 1995 році Сергій Миколайович повернувся на Україну. Член Полтавської спілки художників. В його доробку кілька сотень живописних полотен. Картини С. Брайка виставляються в художньому салоні міста Кобеляки, в експозиціях художніх галерей Кременчука, Полтави, Дніпропетровська, Харкова, Києва. Щорічно влаштовуються творчі виставки художника в приміщенні Солошинської ЗОШ І-ІІІ ступенів.

## Поезія
СОЛОШИНЕ МОЄ
Солошине моє, ти родом із віків, Ти хліборобський край — край мужніх козаків.
Зійшла твоя зоря в дніпровському краю: Між тисячами сіл тебе я впізнаю.
Лунав і спів і плач з дніпровських берегів.
В часи випробувань мій рідний край горів.
Ішли у бій твої сини — козак то чи солдат
За волю берегів за долю білих хат.
Солошине моє, недоля білих хат, Наругу пережив мій дід і батько, й брат, А сестри й матері від зорі й до зорі
Плекали хліб гіркий, чорніший від землі.
Могили без хрестів рядами над Дніпром
Скорботний хрест навис над кожним над двором.
У мареві вогнів, у крилах птиць Дніпра
В Солошине моє прийшла нова пора.
Прийшла нова пора без радості, без сліз: На вибоях невдач скрепить державний віз.
Надією живем у праці, у борні
Коли на берег наш прилинуть світлі дні?
Солошине моє, прадавній оберіг, Ступаю наче в храм до тебе на поріг. 
М. І. Задорожній